# Raffaella Carrà (album 1997)
Raffaella Carrà tredicesima raccolta italiana di Raffaella Carrà, pubblicata nel 1997 dall'etichetta discografica Columbia Records.

## Il disco
Compilation della collana a prezzo economico Musica più, contiene brani estratti dagli album pubblicati dalla cantante con l'etichetta CBS Italiana tra il 1977 ed il 1980.
Come la precedente I miei successi del 1993, edita dalla stessa Columbia, di cui ricalca in buona parte i contenuti, non contiene inediti, non è mai stata promossa dall'artista e le sue tracce sono disponibili per il download digitale e lo streaming.
Della raccolta sono state stampate tre edizioni su Compact disc e audiocassetta di identico contenuto ma con copertine differenti, tutte con il alto il logo multicolore della collana:
- la prima del 1997 (COL 487751 2-4), completamente bianca con il nome Raffaella Carrà stampato al centro e di colore blu
- la seconda del 1998 (stesso numero di catalogo), riproduce in stile Pop art la copertina dell'album Mi spendo tutto (1980)
- la terza (CD pubblicato nel 1997 e MC nel 2000, COL 487751 9-3) con una foto di Raffaella in bianco e nero che la ritrae con un calice di champagne in mano.

## Tracce
Edizioni musicali Anteprima Music (Sony Music).
1. Tanti auguri – 3:50 (testo: Gianni Boncompagni, Daniele Pace – musica: Gianni Boncompagni, Paolo Ormi)
2. E salutala per me – 4:35 (testo: Gianni Boncompagni – musica: Franco Bracardi)
3. Na na hey hey Kiss Him Goodbye – 3:19 (Gary De Carlo, Dale Frashuer, Paul Leka)
4. Ratataplan – 3:57 (testo: Gianni Belfiore, Gianni Boncompagni – musica: Mariano Detto)
5. Amicoamante – 2:56 (testo: Gianni Belfiore – musica: Franco Bracardi)
6. Abbracciami – 4:02 (Guido Maria Ferilli)
7. Drin drin – 3:33 (testo: Gianni Belfiore, Gianni Boncompagni – musica: Franco Bracardi)
8. Pedro – 3:22 (testo: Gianni Boncompagni – musica: Gianni Boncompagni, Paolo Ormi, Franco Bracardi)
9. Mi spendo tutto – 3:33 (testo: Gianni Belfiore – musica: Gianni Boncompagni, Paolo Ormi)
10. Domani – 3:28 (testo: Gianni Belfiore – musica: Franco Bracardi)
11. Maria Marì – 5:25 (testo: Gianni Boncompagni, Gianni Belfiore – musica: Gianni Boncompagni, Paolo Ormi)
12. Chicos chicos – 3:37 (Julio Seijas, Luis Gomez Escolar)
13. Povero amore – 2:55 (testo: Gianni Boncompagni – musica: Franco Bracardi)
14. Latino – 3:26 (testo: Gianni Belfiore – musica: Gianni Boncompagni, Paolo Ormi)